# Harivansh Rai Bachchan
Harivansh Rai Bachchan (ur. 27 listopada 1907 w Prajagradź, zm. 18 stycznia 2003 w Mumbaju) – hinduski poeta z ruchu Nayi Kavita (Nowa Poezja), tłumacz Szekspira, najbardziej znany z poematu Madhushaala (Dom Wina), członek izby wyższej indyjskiego parlamentu federalnego Rajya Sabha. 
W latach 50. obronił doktorat na Uniwersytecie w Cambridge z literatury angielskiej pod tytułem William Butler Yeats i okultyzm. 
W 1966 roku został nominowany do izby wyższej parlamentu Rajya Sabha. W 1976 roku otrzymał order Padma Bhushan za swój wkład w literaturę. 
Harivansh Rai Bachchan najbardziej znany jest z poetyckiej trylogii Madhushaala, Madhubaala i Madhukalash (1935). Był autorem czterotomomowej autobiografii. Przetłumaczył również Makbeta oraz Otella Williama Shakespeare'a na język hindi. 
W 2019 roku we Wrocławiu został odsłonięty przez aktora Amitabha Bachchana, wrocławski krasnal upamiętniający poetę. 